# Бечки круг
Бечки круг је група филозофа почетком двадесетог вијека који су покушавали да реконцептуализују емпиризам уз помоћ својих интерпретација тадашњих напредака у природним наукама, математици и формалној логици. Својим радикалним антиметафизичким ставовима су нашли потпору у емпиријским критеријумима значења и ширим логичким концепцијама из математике. Негирали су да било који принцип неке тврдње може бити синтетички априори. Покушавали су да нађу одговарајућу интерпретацију за претпоставке научних теорија, преко њихове организације у логички успостављено окружење, тако да важну улогу игра начин на који се ствари постављају, било да се ради о форми дефиниција, или да тиме принципи неког другог аналитичког окружења постају очигледни. (Теорије Бечког круга су се константно мијењале.) Тиме су помогли постављању основа за аналитичку филозофију науке као метатеорије, односно теорије „другог реда“ као рефлексија теорија „првог реда“, односно теорија које долазе директно из наука. Док прве форме логичког емпиризма (или логичког позитивизма), више не представљају активне програме филозофских истраживања, скорашња историја филозофије науке открива претходно одбацивану разноврсност, дубину доктрина филозофа из Бечког круга и неки од њихових ставова одржавају релевантност у савременој аналитичкој филозофији.
Иако је у самој природи филозофских покрета и њихових главних доктрина стварање контроверзи, Бечки круг и филозофи који су га чинили су урадили више од тога. За почетак, његови чланови су поставили себе као концептуалне револуционаре, који су очистили академску филозофију од метафизике приказујући је когнитивно потпуно празном, без значења и значаја. Као додатак томе, често се асоциарају њихови покушаји да ријеше проблем метафизике са јавним ангажманом за научно-просвјетитељски разум у све тамнијој политичкој ситуацији средње Европе, 1920-их и 1930-их година. Врло мало филозофа у то вријеме, је било изненађено чињеницом да је Бечки круг јасно подијелио мишљења од самог почетка.
Бечки круг је формиран око Мориса Шлика, који је предавао на Бечком универзитету, а међу његовим члановима су били Густав Бергман, Филип Франк, Рудолф карнап, Курт Годел, Фридрих Вајсман, Ото Нојтрат, Херберт Фајгл и Виктор Крафт.
Ова група се распала после нацистичке инвазије на Аустрију 1938. године.